# Jerry Heil
Iana Oleksàndrivna Xemàieva (ucraïnès: Я́на Олекса́ндрівна Шема́єва; nascuda el 21 d'octubre de 1995), coneguda professionalment com a Jerry Heil, és una cantant, compositora i youtubera ucraïnesa. Va començar la seva carrera després de llançar el seu canal de YouTube el 2012, publicant vlogs i versions musicals.
Heil va començar la seva carrera musical professional el 2017, llançant la seva extended play de debut De mi dim amb Vidlik Records. Més tard va llançar el senzill "Okhrana, otmiena" el 2019, que es va convertir en un dels cinc millors èxits a Ucraïna. El seu àlbum d'estudi debut, Ia Iana, es va publicar l'octubre de 2019. Des que va començar el seu canal de YouTube, Heil ha acumulat més de 34,9 milions de visualitzacions i 395.000 subscriptors. Va representar Ucraïna al Festival de la Cançó d'Eurovisió 2024 al costat d'Alyona Alyona amb la cançó "Tereza i Maria".